# Apostoli (Cairano San Pietro in Oliveto)
Gli Apostoli sono un ciclo di dodici scultore in marmo di Gasparo Cairano e collaboratori, databile a entro il 1507 e conservato nella chiesa di San Pietro in Oliveto a Brescia, lungo le pareti della navata.

## Storia
Il cantiere di integrale ricostruzione della chiesa di San Pietro in Oliveto nei primissimi anni del XVI ha pochissimi riscontri dal punto di vista dei documenti d'archivio e, in particolare, la realizzazione dell'apparato lapideo decorativo interno risulta totalmente privo di documentazione. Solamente padre Stipi, nel 1985, riferisce di aver letto sull'arco del coro la data "MDVII" (1507), compatibile con le opere realizzate, mentre risale al 1510, e relativa tra l'altro alla fabbrica dell'adiacente monastero, la telegrafica citazione di Antonio Medaglia "lapicida et architecto". A nulla concorrono, pertanto, i documenti dell'epoca, se non appunto a collocare ai primi del XVI secolo la ricostruzione dell'edificio e l'esecuzione dei marmi all'interno, rimasti quasi completamente inalterati nel corso dei secoli e ancora oggi conservati in sito.

## Descrizione e stile
Il ciclo si compone di dodici busti, disposti ordinatamente, sei per lato, nei pennacchi superiori agli arconi delle cappelle laterali, dunque tre coppie a sinistra e tre a destra, relative ad altrettante cappelle laterali. La scarsità, quando non totale mancanza, di documenti su questi manufatti e il resto degli apparati lapidei della chiesa è molto probabilmente alla base della sfortuna critica di questa fabbrica, il cui cantiere fu il più importante della scultura rinascimentale bresciana dopo quello della chiesa di Santa Maria dei Miracoli e di palazzo della Loggia. Nonostante ciò, l'attribuzione perlomeno del ciclo di Apostoli risulta abbastanza semplice, la cui lettura stilistica ha portato Vito Zani, nel 2010, ad attribuirli in massima parte a Gasparo Cairano. L'assegnazione a questo scultore si basa sull'analogia, che lo Zani definisce "inequivocabile", tra gli Apostoli e opere documentate dell'autore, in primis i busti sul portale del duomo di Salò, contemporanei, alcuni dei quali possono essere addirittura visti come una replica letterale di questi ultimi. Per la seconda volta, dunque, il Cairano si trova a dover affrontare il tema degli Apostoli dopo il ciclo sul medesimo soggetto pagatogli nel 1489 per il santuario dei Miracoli, risolto comunque in modo molto diverso, soprattutto per la diversa concezione compositiva dei manufatti, che in quel caso erano statue libere entro nicchie. Altri Apostoli, invece, presentano varianti relative a un repertorio abbastanza limitato, con riscontri sulle sculture dell'arca di san Tiziano del 1505, sculture che lo Zani, in due diversi studi nel 2007 e nel 2010, attribuisce dubitativamente a Matteo Sanmicheli. Non è comunque esclusa una partecipazione anche del misconosciuto Antonio Medaglia, la cui personalità artistica, assieme a parte del catalogo di opere, sono stati ricostruiti sempre nel 2010 da Giuseppe Sava.
Questa palese collaborazione tra il Cairano e altri autori, indipendentemente dalla loro identificazione, è comunque rivelatrice di un'attitudine dimostrata più volte da questo artista all'indomani del cantiere della Loggia, ossia quella di far fronte alle numerose commissioni ricevute dal 1505 circa in poi avvalendosi dell'aiuto della bottega o di altri individui. L'esempio più peculiare è proprio il portale del duomo di Salò, eseguito in collaborazione con Antonio Mangiacavalli, ma anche lo stesso cantiere di San Pietro in Oliveto, dato che le posate partiture architettoniche che scandiscono la sequenza degli altari e la pregiata composizione architettonica dell'insieme sono estranee agli stilemi di Gasparo e, piuttosto, sono consone alla maniera dei Sanmicheli, i quali d'altronde possedevano l'unica bottega in città, oltre a quella del Cairano, in grado di impegnarsi in un'opera di queste proporzioni. Evidenti analogie nella costruzione architettonica e nella concezione delle cappelle laterali di San Pietro in Oliveto si trova tra queste e l'altare di san Girolamo nella chiesa di San Francesco d'Assisi, altra opera del Cairano che Giuseppe Sava, nel 2010, ha dimostrato essere frutto di una parziale collaborazione con Antonio Medaglia, aggiungendo un altro tassello al complicato e non sempre districabile panorama di aiuti e cooperazione che caratterizzò le fabbriche bresciane dell'epoca.